# Route nationale 390
Die Route nationale 390, kurz N 390 oder RN 390 war von 1933 bis 1973 eine französische Nationalstraße, die von Étain nach Gravelotte verlief. 1973 wurde sie von der Nationalstraße 3 übernommen. Ihre Länge betrug 33 Kilometer.